# Catedral de Bragança
A Sé Catedral de Bragança é a sede da Diocese de Bragança-Miranda, no nordeste de Portugal. O templo foi inaugurado em 7 de outubro de 2001, sendo assim a primeira catedral portuguesa a ser construída no século XXI. Foi projetada pelo arquiteto Vassalo Rosa num espaço total de 10 mil metros quadrados. 
A catedral foi consagrada a Nossa Senhora Rainha pelo bispo Dom António Rafael.